# Dayingjie (köpinghuvudort i Kina, Yunnan Sheng, lat 24,34, long 102,50)
Dayingjie (kinesiska: 大营街) är en köpinghuvudort i Kina. Den ligger i provinsen Yunnan, i den sydvästra delen av landet, omkring 83 kilometer söder om provinshuvudstaden Kunming. Antalet invånare är 49 339. Befolkningen består av 24 243 kvinnor och 25 096 män. Barn under 15 år utgör 20,0 %, vuxna 15-64 år 70 %, och äldre över 65 år 9,0 %.
Runt Dayingjie är det ganska tätbefolkat, med 230 invånare per kvadratkilometer. Närmaste större samhälle är Yuxi, 5,1 km öster om Dayingjie. Trakten runt Dayingjie består till största delen av jordbruksmark.
Genomsnittlig årsnederbörd är 1 044 millimeter. Den regnigaste månaden är juni, med i genomsnitt 211 mm nederbörd, och den torraste är februari, med 12 mm nederbörd.